# Radomirești
Radomirești es una comuna ubicada en el distrito de Olt, Rumania.

## Superficie
Posee una superficie de 101,7 kilómetros cuadrados.

## Demografía
Hasta 2021 la población era de 2568 habitantes, con una densidad de población de 25,26 habitantes por kilómetro cuadrado.